# Selección de fútbol sala de Japón
La Selección de fútbol sala de Japón es el equipo que representa al país en la Copa Mundial de fútbol sala de la FIFA, en el Campeonato Asiático de Futsal y en otros torneos de la especialidad; y es controlado por la Asociación de Fútbol de Japón.

## Participaciones

### Copa Mundial de Futsal FIFA
| Copa Mundial de fútbol sala de la FIFA | Copa Mundial de fútbol sala de la FIFA | Copa Mundial de fútbol sala de la FIFA | Copa Mundial de fútbol sala de la FIFA | Copa Mundial de fútbol sala de la FIFA | Copa Mundial de fútbol sala de la FIFA | Copa Mundial de fútbol sala de la FIFA | Copa Mundial de fútbol sala de la FIFA |
| Año                                    | Ronda                                  | J                                      | G                                      | E                                      | P                                      | GF                                     | GC                                     |
| -------------------------------------- | -------------------------------------- | -------------------------------------- | -------------------------------------- | -------------------------------------- | -------------------------------------- | -------------------------------------- | -------------------------------------- |
| 1989                                   | Fase de grupos                         | 3                                      | 0                                      | 0                                      | 3                                      | 3                                      | 11                                     |
| 1992                                   | No clasificó                           | No clasificó                           | No clasificó                           | No clasificó                           | No clasificó                           | No clasificó                           | No clasificó                           |
| 1996                                   | No clasificó                           | No clasificó                           | No clasificó                           | No clasificó                           | No clasificó                           | No clasificó                           | No clasificó                           |
| 2000                                   | No clasificó                           | No clasificó                           | No clasificó                           | No clasificó                           | No clasificó                           | No clasificó                           | No clasificó                           |
| 2004                                   | Fase de grupos                         | 3                                      | 0                                      | 1                                      | 2                                      | 5                                      | 11                                     |
| 2008                                   | Fase de grupos                         | 4                                      | 2                                      | 0                                      | 2                                      | 13                                     | 24                                     |
| 2012                                   | Octavos de final                       | 4                                      | 1                                      | 1                                      | 2                                      | 13                                     | 17                                     |
| 2016                                   | No clasificó                           | No clasificó                           | No clasificó                           | No clasificó                           | No clasificó                           | No clasificó                           | No clasificó                           |
| 2021                                   | Octavos de final                       | 4                                      | 1                                      | 0                                      | 3                                      | 13                                     | 14                                     |
| 2024                                   | No clasificó                           | No clasificó                           | No clasificó                           | No clasificó                           | No clasificó                           | No clasificó                           | No clasificó                           |
| Total                                  | 5/9                                    | 18                                     | 4                                      | 2                                      | 12                                     | 47                                     | 77                                     |

### Copa Asiática de Futsal de la AFC
| Copa Asiática de Futsal de la AFC | Copa Asiática de Futsal de la AFC | Copa Asiática de Futsal de la AFC | Copa Asiática de Futsal de la AFC | Copa Asiática de Futsal de la AFC | Copa Asiática de Futsal de la AFC | Copa Asiática de Futsal de la AFC | Copa Asiática de Futsal de la AFC |
| Año                               | Ronda                             | J                                 | G                                 | E                                 | P                                 | GF                                | GC                                |
| --------------------------------- | --------------------------------- | --------------------------------- | --------------------------------- | --------------------------------- | --------------------------------- | --------------------------------- | --------------------------------- |
| 1999                              | Cuarto lugar                      | 5                                 | 1                                 | 3                                 | 1                                 | 18                                | 18                                |
| 2000                              | Cuarto lugar                      | 6                                 | 3                                 | 0                                 | 3                                 | 36                                | 26                                |
| 2001                              | Cuarto lugar                      | 7                                 | 2                                 | 1                                 | 4                                 | 25                                | 29                                |
| 2002                              | Subcampeón                        | 7                                 | 6                                 | 0                                 | 1                                 | 20                                | 10                                |
| 2003                              | Subcampeón                        | 6                                 | 5                                 | 0                                 | 1                                 | 37                                | 9                                 |
| 2004                              | Subcampeón                        | 7                                 | 6                                 | 0                                 | 1                                 | 49                                | 10                                |
| 2005                              | Subcampeón                        | 8                                 | 7                                 | 0                                 | 1                                 | 48                                | 9                                 |
| 2006                              | Campeón                           | 5                                 | 5                                 | 0                                 | 0                                 | 35                                | 8                                 |
| 2007                              | Subcampeón                        | 6                                 | 5                                 | 0                                 | 1                                 | 41                                | 12                                |
| 2008                              | Tercer lugar                      | 6                                 | 5                                 | 0                                 | 1                                 | 25                                | 9                                 |
| 2010                              | Tercer lugar                      | 6                                 | 5                                 | 0                                 | 1                                 | 26                                | 10                                |
| 2012                              | Campeón                           | 6                                 | 6                                 | 0                                 | 0                                 | 25                                | 5                                 |
| 2014                              | Campeón                           | 6                                 | 4                                 | 1                                 | 1                                 | 28                                | 7                                 |
| 2016                              | Séptimo lugar                     | 5                                 | 3                                 | 1                                 | 1                                 | 21                                | 12                                |
| 2018                              | Subcampeón                        | 6                                 | 5                                 | 0                                 | 1                                 | 18                                | 10                                |
| 2022                              | Campeón                           | 6                                 | 5                                 | 0                                 | 1                                 | 17                                | 7                                 |
| Total                             | 16/16                             | 98                                | 73                                | 6                                 | 19                                | 470                               | 191                               |

### Futsal at the Asian Indoor and Martial Arts Games
| Asian Indoor and Martial Arts Games record | Asian Indoor and Martial Arts Games record | Asian Indoor and Martial Arts Games record | Asian Indoor and Martial Arts Games record | Asian Indoor and Martial Arts Games record | Asian Indoor and Martial Arts Games record | Asian Indoor and Martial Arts Games record | Asian Indoor and Martial Arts Games record |
| Año                                        | Ronda                                      | J                                          | G                                          | E                                          | P                                          | GF                                         | GC                                         |
| ------------------------------------------ | ------------------------------------------ | ------------------------------------------ | ------------------------------------------ | ------------------------------------------ | ------------------------------------------ | ------------------------------------------ | ------------------------------------------ |
| 2005                                       | No participó                               | No participó                               | No participó                               | No participó                               | No participó                               | No participó                               | No participó                               |
| 2007                                       | Cuartos de final                           | 4                                          | 2                                          | 1                                          | 1                                          | 6                                          | 2                                          |
| 2009                                       | Cuartos de final                           | 3                                          | 1                                          | 0                                          | 2                                          | 10                                         | 11                                         |
| 2013                                       | Finalista                                  | 5                                          | 4                                          | 0                                          | 1                                          | 19                                         | 15                                         |
| Total                                      | 3/4                                        | 12                                         | 7                                          | 1                                          | 4                                          | 35                                         | 28                                         |

### EAFF Futsal Championship
| East Asian Championship record | East Asian Championship record | East Asian Championship record | East Asian Championship record | East Asian Championship record | East Asian Championship record | East Asian Championship record | East Asian Championship record |
| Año                            | Ronda                          | J                              | G                              | E                              | P                              | GF                             | GC                             |
| ------------------------------ | ------------------------------ | ------------------------------ | ------------------------------ | ------------------------------ | ------------------------------ | ------------------------------ | ------------------------------ |
| 2009                           | Finalista                      | 5                              | 4                              | 0                              | 1                              | 32                             | 9                              |
| 2014                           | No participó                   | No participó                   | No participó                   | No participó                   | No participó                   | No participó                   | No participó                   |
| Total                          | 1/2                            | 5                              | 4                              | 0                              | 1                              | 32                             | 9                              |

### Grand Prix de Futsal
| Grand Prix de Futsal record | Grand Prix de Futsal record | Grand Prix de Futsal record | Grand Prix de Futsal record | Grand Prix de Futsal record | Grand Prix de Futsal record | Grand Prix de Futsal record | Grand Prix de Futsal record |
| Año                         | Ronda                       | J                           | G                           | E                           | P                           | GF                          | GC                          |
| --------------------------- | --------------------------- | --------------------------- | --------------------------- | --------------------------- | --------------------------- | --------------------------- | --------------------------- |
| 2005                        | No participó                | No participó                | No participó                | No participó                | No participó                | No participó                | No participó                |
| 2006                        | No participó                | No participó                | No participó                | No participó                | No participó                | No participó                | No participó                |
| 2007                        | No participó                | No participó                | No participó                | No participó                | No participó                | No participó                | No participó                |
| 2008                        | No participó                | No participó                | No participó                | No participó                | No participó                | No participó                | No participó                |
| 2009                        | No participó                | No participó                | No participó                | No participó                | No participó                | No participó                | No participó                |
| 2010                        | No participó                | No participó                | No participó                | No participó                | No participó                | No participó                | No participó                |
| 2011                        | No participó                | No participó                | No participó                | No participó                | No participó                | No participó                | No participó                |
| 2013                        | 8º Lugar                    | 4                           | 0                           | 0                           | 4                           | 8                           | 19                          |
| 2014                        | No participó                | No participó                | No participó                | No participó                | No participó                | No participó                | No participó                |
| 2015                        | No participó                | No participó                | No participó                | No participó                | No participó                | No participó                | No participó                |
| 2018                        | Disputado                   | Disputado                   | Disputado                   | Disputado                   | Disputado                   | Disputado                   | Disputado                   |
| Total                       | 1/11                        | 4                           | 0                           | 0                           | 4                           | 8                           | 19                          |